# Alexandre Ier (roi d'Épire)
Pour les articles homonymes, voir Alexandre Ier.
Alexandre Ier, dit Alexandre le Molosse (Ἀλέξανδρος ὁ Μολοσσός / Alexandros o Molossos), né vers 371 et mort en 331 av. J.-C., est un roi d'Épire de la dynastie des Éacides qui règne de 342 à 331.

## Famille
Il est le fils de Néoptolème Ier et le frère de la reine de Macédoine Olympias, la mère d'Alexandre le Grand. Il est installé sur le trône d'Épire par son beau-frère Philippe II qui a pris possession du pays et a renversé Arybbas. Il épouse en août 336 sa nièce Cléopâtre, fille d'Olympias et de Philippe. C'est au cours de ce mariage que Philippe II est assassiné.
De son mariage avec Cléopâtre, il a une fille, Cadméa (KADMEIA), et un fils, Néoptolème II.

## Biographie

### Campagne en Italie
Laissant l'Orient à son neveu et beau-frère Alexandre le Grand, Alexandre Ier s'intéresse à la situation en Grande-Grèce où le roi de Sparte Archidamos III, allié de Tarente, a été tué en luttant contre les peuples Messapiens et Lucaniens (338 av. J.-C.). En 334, Alexandre Ier traverse la mer Adriatique jusqu'à la péninsule italienne pour faire campagne contre des tribus italiques et la Lucanie, au nom de la colonie grecque de Taras et il laisse Cléopâtre comme régente d'Épire. Il s'allie aux Tarentins et débarque en Italie du sud marquant ainsi le début de l'ingérence macédonienne et épirote dans les affaires de Grande-Grèce, dont l'expédition de Pyrrhus constitue un autre exemple, dans les dernières années de la conquête romaine de l'Italie. Il s'installe à Locres, prend l'Apulie, signe des traités avec les Métapontins et les Romains et remporte quelques victoires. Selon Tite-Live, ses méthodes brutales lui aliènent bientôt ses hôtes et 300 familles sont exilées par lui comme otages en Épire. En 331, Alexandre Ier conquiert Héraclée, mais il est assassiné lors de la traversée à gué d’une rivière, par son garde du corps, un exilé lucanien, alors qu’il remonte le Bruttium à la suite de la bataille, laissant son jeune fils Néoptolémée II comme héritier.

### Postérité
Justin et Tite-Live rapportent qu'une prophétie du Zeus de Dodone a mis en garde Alexandre le Molosse contre la cité de Pandosia (actuel village de Santa Maria d'Anglona) et le fleuve Achéron. Il connaît Pandosia et l'Achéron en Épire, mais ignore que ces lieux existent aussi en Italie du Sud, et il est tué près de Pandosia en Grande Grèce. Selon Justin, la cité de Thurii aurait racheté sa dépouille et l'aurait ensevelie. D'après Tite-Live, son corps est démembré par ses tueurs, qui le prennent comme cible pour leurs projectiles. Ses restes sont transportés à Métaponte, avant d'être renvoyés finalement en Épire à son épouse Cléopâtre et à sa fille Cadméa.
Néoptolème II étant trop jeune pour régner, Cléopâtre devient tutrice de leur fils. À la différence du reste de la Grèce, il est d'usage en Épire que l'épouse d'un dirigeant devienne chef de famille quand son mari meurt alors que leurs fils sont trop jeunes. Le plus étonnant c'est qu'elle est apparemment, temporairement aussi, chef religieux pour les Molosses : son nom apparaît sur une liste d'ambassadeurs sacrés. Cléopâtre est de manière significative la seule femme sur la liste. Autour de 324, Cléopâtre rentre en Macédoine, alors que sa mère, Olympias vient assumer la régence de l'Épire, car les relations entre la reine-mère et Antipater en Macédoine sont très tendues.